# Mr. Dingle, the Strong
Mr. Dingle, the Strong este episodul 55 al serialului american de televiziune Zona crepusculară și al 19-lea episod al celui de-al doilea sezon. A fost unul dintre numeroasele episoade ale celui de-al doilea sezon scrise de Rod Serling și a fost regizat de regizorul german John Brahm⁠(d). Episodul a fost difuzat pentru prima dat[ pe 3 martie 1961 pe CBS.

## Rezumat
În cadrul unui experiment, un om de știință marțian cu două capete, invizibil pentru locuitorii pământului, îi oferă lui Luther Dingle, un vânzător de aspiratoare ratat, puteri supraomenești. După ce își descoperă puterile inexplicabile, Dingle începe să săvârșească diverse fapte prin care își demonstreze forța - de la ridicarea de statui pânâ la despicarea de bolovani⁠(d) - și ajunge celebru.
Marțianul cu două capete revine pe Pământ și este dezamăgit de faptul că DIngle își folosește puterile doar pentru a se da în spectacol. Acesta îl lasă fără puteri fix când vânzătorul încearcă să ridice o clădire în fața unor reporteri. Incapabil să-și ducă planul la bun sfârșit sau să repete faptele precedente, Dingle este ironizat de cei prezenți.
În timp ce savantul marțian se pregătește să părăsească planeta, întâlnește doi venusieni aflați în căutarea unui pământean pentru un experiment. Marțianul cu două capete îl recomandă pe Dingle, iar venusienii îi oferă vânzătorului superinteligență. După ce își descoperă noile abilități, Dingle le dovedește celorlalți că are puteri incredibile de predicție.

## Distribuție
- Burgess Meredith - Luther Dingle
- Don Rickles - Bettor
- James Westerfield - Anthony O'Toole
- Edward Ryder - Callahan
- James Millhollin - Abernathy
- Douglas Spencer - Marțian #1
- Michael Fox - Marțian #2
- Donald Losby - Venusian #1
- Greg Irwin - Venusian #2